# Epinephelus aeneus
Epinephelus aeneus, thường được gọi là cá mú trắng (tên tiếng Anh: White grouper), là một loài cá biển thuộc chi Epinephelus trong họ Cá mú. Loài này được mô tả lần đầu tiên vào năm 1817.
Do bị đánh bắt quá mức, E. aeneus được xếp vào danh sách Loài sắp bị đe dọa, và cũng gần đáp ứng những tiêu chí của Loài nguy cấp.

## Phân bố và môi trường sống
E. aeneus có phạm vi phân bố rộng khắp Đông Đại Tây Dương. Loài này được tìm thấy từ phía nam của Bồ Đào Nha và Tây Ban Nha, dọc theo bờ biển Tây Phi cho đến tận phía nam của Angola, bao gồm tất cả các hòn đảo thuộc vịnh Guinea. Ở Địa Trung Hải, chúng được tìm thấy ở vùng biển phía nam và phía đông, nhưng kể từ thập niên 2000, nhiều cá thể được bắt gặp ở phía bắc Địa Trung Hải và biển Adriatic. Cá trưởng thành sống xung quanh các rạn san hô và các bãi đá ngầm ở vùng đáy nhiều bùn cát, độ sâu khoảng từ 20 đến 200 m. Cá con sống ở các đầm phá và khu vực cửa biển.

## Mô tả
E. aeneus trưởng thành có kích thước lớn nhất là khoảng 120 cm; cá mái thay đổi giới tính thành cá đực khi đạt chiều dài khoảng 50 đến 60 cm. Thân thuôn dài, hình bầu dục. Đầu và thân có màu nâu đỏ sẫm hoặc màu lục xám với các dải sọc màu nhạt khắp thân. Có 2 - 3 sọc trắng tỏa ra sau mắt. Đuôi bo tròn.
Số gai ở vây lưng: 11 (gai thứ 3 và 4 dài nhất); Số tia vây mềm ở vây lưng: 14 - 16; Số gai ở vây hậu môn: 3; Số tia vây mềm ở vây hậu môn: 8; Số tia vây mềm ở vây ngực: 18 - 20; Số lược mang: 23 - 26; Số vảy đường bên: 67 - 72.
Thức ăn của E. aeneus là các loài cá nhỏ hơn và động vật giáp xác. Chúng được đánh bắt trong nghề cá thương mại, được đánh giá là một loài có giá trị kinh tế cao.